# Barbórkowa Drama Teatralna

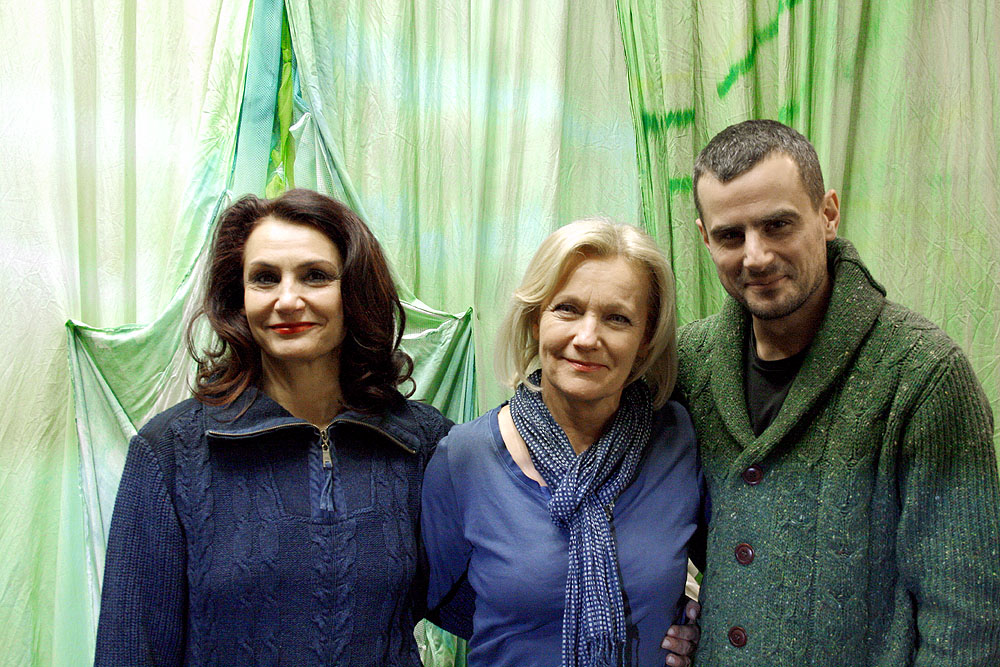
Foto: Paweł Matyka

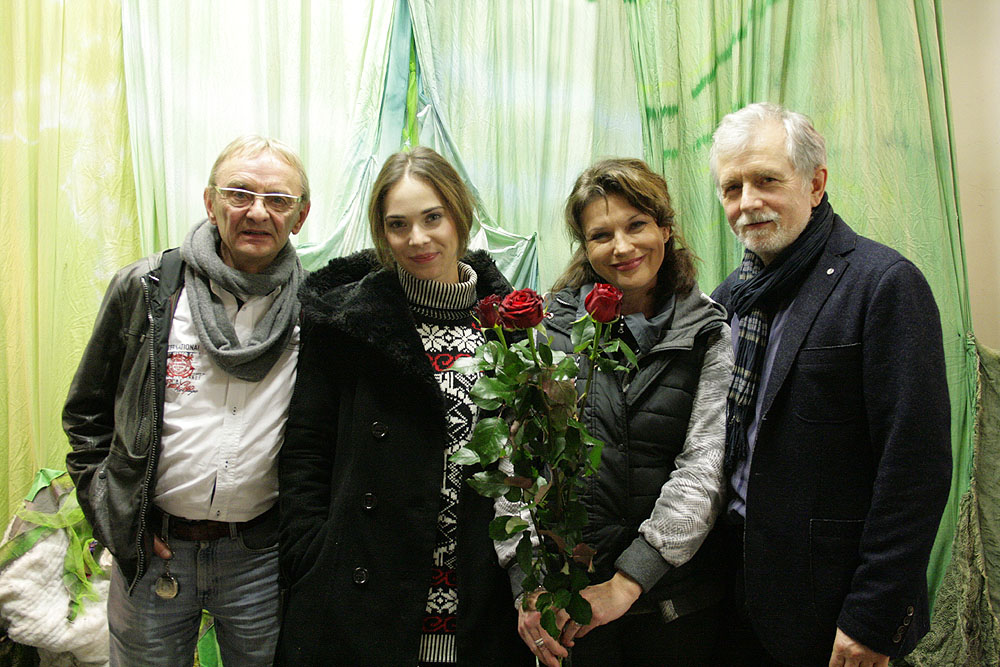
Foto: Paweł Matyka

Barbórkowa Drama Teatralna – grudniowe cykliczne spotkania teatralne w Tarnobrzegu, na których polskie teatry prezentują swój aktualny repertuar w ramach obchodów „Barbórki”. BDT narodziła się w 1977 roku za sprawą Dariusza Dubiela - ówczesnego dyrektora Wojewódzkiego Domu Kultury w Tarnobrzegu (obecnie TDK).
Barbórkowa Drama Teatralna gościła na swych deskach między innymi teatry:
- z  Warszawy: Teatr Ateneum, Teatr Polski, Teatr Powszechny, Teatr Dramatyczny, Teatr Kwadrat, Teatr Komedia, Teatr Współczesny, Teatr Nowy, Teatr na Woli, Teatr Rampa, Teatr Syrena, Teatr Rozmaitości, Scena Prezentacje, Teatr Studio i Teatr Janusza Wiśniewskiego.
- z Krakowa: Teatr im. Juliusza Słowackiego, Teatr Stary, Teatr STU
- z Gdańska: Teatr Wybrzeże
- z Wrocławia: Teatr Laboratorium
- z Łodzi: Teatr Nowy, Teatr im. Stefana Jaracza
- z Supraśla: Teatr Wierszalin